# Phères (Arcadie)
Pour les articles homonymes, voir Phères.
 (mars 2023).
Si vous disposez d'ouvrages ou d'articles de référence ou si vous connaissez des sites web de qualité traitant du thème abordé ici, merci de compléter l'article en donnant les références utiles à sa vérifiabilité et en les liant à la section « Notes et références ».
Phères  est une ancienne cité grecque d'Arcadie ou de Messénie, située dans la vallée du fleuve Alphée, qui coule non loin de là.

## Histoire
À l'origine, son nom était Alphiphéra, appelée plus communément Aliphéra, contraction de Alphée et Phères, ou Phères-sur l'Alphée. Dans l’Iliade, trois générations de la famille royale de Phères sont mentionnées : Ortiloque, fils du dieux-fleuve Alphée, engendre Dioclès, lequel à son tour a deux fils, Créthon et Orsiloque, tués tous les deux au combat par Énée.
Il y avait à Phères un sanctuaire et une vieille statue de la déesse Tychè